# Laurent Jans
Laurent Jans (Lussemburgo, 5 agosto 1992) è un calciatore lussemburghese, difensore dell'SK Beveren e della nazionale lussemburghese.

## Carriera

### Club
Ha giocato dal 2011 al 2015 con il Fola Esch. Il 27 aprile 2015, il Waasland-Beveren ha comunicato di aver raggiunto un accordo con il giocatore lussemburghese per un contratto biennale con opzione per un altro anno. Il 19 giugno 2018 passa al Metz con cui colleziona nove presenze. A fine stagione i Grenats vincono il campionato di Ligue 2 e sono promossi in prima divisione francese. L'11 luglio 2019 viene ufficializzato il suo trasferimento al Paderborn.

### Nazionale
Ha giocato nelle nazionali giovanili lussemburghesi Under-19 ed Under-21.
Ha esordito con la nazionale maggiore lussemburghese nel 2012.
Il 19 novembre 2023 raggiunge quota 100 presenze in occasione del successo per 0-1 in casa del Liechtenstein. Il 26 marzo 2024 colleziona la presenza numero 102, in occasione dell'amichevole contro il Kazakistan (vinta 2-1), diventando il primatista di presenze della propria nazionale alla pari di Mario Mutsch, superandolo poi il 5 giugno seguente.

## Statistiche

### Cronologia presenze in nazionale
| Cronologia completa delle presenze e delle reti in nazionale ― Lussemburgo | Cronologia completa delle presenze e delle reti in nazionale ― Lussemburgo | Cronologia completa delle presenze e delle reti in nazionale ― Lussemburgo | Cronologia completa delle presenze e delle reti in nazionale ― Lussemburgo | Cronologia completa delle presenze e delle reti in nazionale ― Lussemburgo | Cronologia completa delle presenze e delle reti in nazionale ― Lussemburgo | Cronologia completa delle presenze e delle reti in nazionale ― Lussemburgo | Cronologia completa delle presenze e delle reti in nazionale ― Lussemburgo |
| Data                                                                       | Città                                                                      | In casa                                                                    | Risultato                                                                  | Ospiti                                                                     | Competizione                                                               | Reti                                                                       | Note                                                                       |
| -------------------------------------------------------------------------- | -------------------------------------------------------------------------- | -------------------------------------------------------------------------- | -------------------------------------------------------------------------- | -------------------------------------------------------------------------- | -------------------------------------------------------------------------- | -------------------------------------------------------------------------- | -------------------------------------------------------------------------- |
| 16-10-2012                                                                 | Ramat Gan                                                                  | Israele                                                                    | 3 – 0                                                                      | Lussemburgo                                                                | Qual. Mondiali 2014                                                        | -                                                                          |                                                                            |
| 5-2-2013                                                                   | Valencia                                                                   | Armenia                                                                    | 1 – 1                                                                      | Lussemburgo                                                                | Amichevole                                                                 | -                                                                          | 58’                                                                        |
| 22-3-2013                                                                  | Lussemburgo                                                                | Lussemburgo                                                                | 0 – 0                                                                      | Azerbaigian                                                                | Qual. Mondiali 2014                                                        | -                                                                          |                                                                            |
| 26-3-2013                                                                  | Lussemburgo                                                                | Lussemburgo                                                                | 0 – 3                                                                      | Finlandia                                                                  | Amichevole                                                                 | -                                                                          | 74’                                                                        |
| 7-6-2013                                                                   | Baku                                                                       | Azerbaigian                                                                | 1 – 1                                                                      | Lussemburgo                                                                | Qual. Mondiali 2014                                                        | -                                                                          |                                                                            |
| 14-8-2013                                                                  | Lussemburgo                                                                | Lussemburgo                                                                | 2 – 1                                                                      | Lituania                                                                   | Amichevole                                                                 | -                                                                          |                                                                            |
| 6-9-2013                                                                   | Kazan'                                                                     | Russia                                                                     | 4 – 1                                                                      | Lussemburgo                                                                | Qual. Mondiali 2014                                                        | -                                                                          |                                                                            |
| 10-9-2013                                                                  | Lussemburgo                                                                | Lussemburgo                                                                | 3 – 2                                                                      | Irlanda del Nord                                                           | Qual. Mondiali 2014                                                        | -                                                                          |                                                                            |
| 11-10-2013                                                                 | Lussemburgo                                                                | Lussemburgo                                                                | 0 – 4                                                                      | Russia                                                                     | Qual. Mondiali 2014                                                        | -                                                                          |                                                                            |
| 15-10-2013                                                                 | Coimbra                                                                    | Portogallo                                                                 | 3 – 0                                                                      | Lussemburgo                                                                | Qual. Mondiali 2014                                                        | -                                                                          |                                                                            |
| 17-11-2013                                                                 | Lussemburgo                                                                | Lussemburgo                                                                | 1 – 4                                                                      | Montenegro                                                                 | Amichevole                                                                 | -                                                                          |                                                                            |
| 5-3-2014                                                                   | Lussemburgo                                                                | Lussemburgo                                                                | 0 – 0                                                                      | Capo Verde                                                                 | Amichevole                                                                 | -                                                                          |                                                                            |
| 26-5-2014                                                                  | Genk                                                                       | Belgio                                                                     | 5 – 1                                                                      | Lussemburgo                                                                | Amichevole                                                                 | -                                                                          |                                                                            |
| 4-6-2014                                                                   | Perugia                                                                    | Italia                                                                     | 1 – 1                                                                      | Lussemburgo                                                                | Amichevole                                                                 | -                                                                          |                                                                            |
| 8-9-2014                                                                   | Lussemburgo                                                                | Lussemburgo                                                                | 1 – 1                                                                      | Bielorussia                                                                | Qual. Euro 2016                                                            | -                                                                          |                                                                            |
| 9-10-2014                                                                  | Skopje                                                                     | Macedonia                                                                  | 3 – 2                                                                      | Lussemburgo                                                                | Qual. Euro 2016                                                            | -                                                                          |                                                                            |
| 12-10-2014                                                                 | Lussemburgo                                                                | Lussemburgo                                                                | 0 – 4                                                                      | Spagna                                                                     | Qual. Euro 2016                                                            | -                                                                          | 68’                                                                        |
| 15-11-2014                                                                 | Lussemburgo                                                                | Lussemburgo                                                                | 0 – 3                                                                      | Ucraina                                                                    | Qual. Euro 2016                                                            | -                                                                          |                                                                            |
| 27-3-2015                                                                  | Žilina                                                                     | Slovacchia                                                                 | 3 – 0                                                                      | Lussemburgo                                                                | Qual. Euro 2016                                                            | -                                                                          |                                                                            |
| 31-3-2015                                                                  | Lussemburgo                                                                | Lussemburgo                                                                | 1 – 2                                                                      | Turchia                                                                    | Amichevole                                                                 | -                                                                          |                                                                            |
| 9-6-2015                                                                   | Lussemburgo                                                                | Lussemburgo                                                                | 0 – 0                                                                      | Moldavia                                                                   | Amichevole                                                                 | -                                                                          |                                                                            |
| 14-6-2015                                                                  | Leopoli                                                                    | Ucraina                                                                    | 3 – 0                                                                      | Lussemburgo                                                                | Qual. Euro 2016                                                            | -                                                                          |                                                                            |
| 5-9-2015                                                                   | Lussemburgo                                                                | Lussemburgo                                                                | 1 – 0                                                                      | Macedonia                                                                  | Amichevole                                                                 | -                                                                          |                                                                            |
| 8-9-2015                                                                   | Barysaŭ                                                                    | Bielorussia                                                                | 2 – 0                                                                      | Lussemburgo                                                                | Qual. Euro 2016                                                            | -                                                                          |                                                                            |
| 9-10-2015                                                                  | Logroño                                                                    | Spagna                                                                     | 4 – 0                                                                      | Lussemburgo                                                                | Qual. Euro 2016                                                            | -                                                                          |                                                                            |
| 12-10-2015                                                                 | Lussemburgo                                                                | Lussemburgo                                                                | 2 – 4                                                                      | Slovacchia                                                                 | Amichevole                                                                 | -                                                                          | 63’                                                                        |
| 13-11-2015                                                                 | Oberkorn                                                                   | Lussemburgo                                                                | 1 – 0                                                                      | Grecia                                                                     | Amichevole                                                                 | -                                                                          |                                                                            |
| 17-11-2015                                                                 | Lussemburgo                                                                | Lussemburgo                                                                | 0 – 2                                                                      | Portogallo                                                                 | Amichevole                                                                 | -                                                                          |                                                                            |
| 25-3-2016                                                                  | Lussemburgo                                                                | Lussemburgo                                                                | 0 – 3                                                                      | Bosnia ed Erzegovina                                                       | Amichevole                                                                 | -                                                                          |                                                                            |
| 29-3-2016                                                                  | Lussemburgo                                                                | Lussemburgo                                                                | 0 – 2                                                                      | Albania                                                                    | Amichevole                                                                 | -                                                                          |                                                                            |
| 31-5-2016                                                                  | Lussemburgo                                                                | Lussemburgo                                                                | 1 – 3                                                                      | Nigeria                                                                    | Amichevole                                                                 | -                                                                          |                                                                            |
| 2-9-2016                                                                   | Riga                                                                       | Lettonia                                                                   | 3 – 1                                                                      | Lussemburgo                                                                | Amichevole                                                                 | -                                                                          |                                                                            |
| 6-9-2016                                                                   | Sofia                                                                      | Bulgaria                                                                   | 4 – 3                                                                      | Lussemburgo                                                                | Qual. Mondiali 2018                                                        | -                                                                          |                                                                            |
| 7-10-2016                                                                  | Lussemburgo                                                                | Lussemburgo                                                                | 0 – 1                                                                      | Svezia                                                                     | Qual. Mondiali 2018                                                        | -                                                                          |                                                                            |
| 10-10-2016                                                                 | Barysaŭ                                                                    | Bielorussia                                                                | 1 – 1                                                                      | Lussemburgo                                                                | Qual. Mondiali 2018                                                        | -                                                                          |                                                                            |
| 13-11-2016                                                                 | Lussemburgo                                                                | Lussemburgo                                                                | 1 – 3                                                                      | Paesi Bassi                                                                | Qual. Mondiali 2018                                                        | -                                                                          | 26’                                                                        |
| 25-3-2017                                                                  | Lussemburgo                                                                | Lussemburgo                                                                | 1 – 3                                                                      | Francia                                                                    | Qual. Mondiali 2018                                                        | -                                                                          |                                                                            |
| 28-3-2017                                                                  | Hesperange                                                                 | Lussemburgo                                                                | 0 – 2                                                                      | Capo Verde                                                                 | Amichevole                                                                 | -                                                                          |                                                                            |
| 4-6-2017                                                                   | Lussemburgo                                                                | Lussemburgo                                                                | 2 – 1                                                                      | Albania                                                                    | Amichevole                                                                 | -                                                                          | cap.                                                                       |
| 9-6-2017                                                                   | Rotterdam                                                                  | Paesi Bassi                                                                | 5 – 0                                                                      | Lussemburgo                                                                | Qual. Mondiali 2018                                                        | -                                                                          | cap. 16’                                                                   |
| 31-8-2017                                                                  | Lussemburgo                                                                | Lussemburgo                                                                | 1 – 0                                                                      | Bielorussia                                                                | Qual. Mondiali 2018                                                        | -                                                                          |                                                                            |
| 3-9-2017                                                                   | Tolosa                                                                     | Francia                                                                    | 0 – 0                                                                      | Lussemburgo                                                                | Qual. Mondiali 2018                                                        | -                                                                          | 69’                                                                        |
| 10-10-2017                                                                 | Lussemburgo                                                                | Lussemburgo                                                                | 1 – 1                                                                      | Bulgaria                                                                   | Qual. Mondiali 2018                                                        | -                                                                          | 58’ 82’                                                                    |
| 22-3-2018                                                                  | Ta' Qali                                                                   | Malta                                                                      | 0 – 1                                                                      | Lussemburgo                                                                | Amichevole                                                                 | -                                                                          | cap. 90+3’                                                                 |
| 27-3-2018                                                                  | Lussemburgo                                                                | Lussemburgo                                                                | 0 – 4                                                                      | Austria                                                                    | Amichevole                                                                 | -                                                                          | cap.                                                                       |
| 31-5-2018                                                                  | Lussemburgo                                                                | Lussemburgo                                                                | 0 – 0                                                                      | Senegal                                                                    | Amichevole                                                                 | -                                                                          |                                                                            |
| 5-6-2018                                                                   | Lussemburgo                                                                | Lussemburgo                                                                | 1 – 0                                                                      | Georgia                                                                    | Amichevole                                                                 | -                                                                          | cap.                                                                       |
| 8-9-2018                                                                   | Lussemburgo                                                                | Lussemburgo                                                                | 4 – 0                                                                      | Moldavia                                                                   | UEFA Nations League 2018-2019 - 1º turno                                   | -                                                                          | cap.                                                                       |
| 11-9-2018                                                                  | Serravalle                                                                 | San Marino                                                                 | 0 – 3                                                                      | Lussemburgo                                                                | UEFA Nations League 2018-2019 - 1º turno                                   | -                                                                          | cap.                                                                       |
| 12-10-2018                                                                 | Minsk                                                                      | Bielorussia                                                                | 1 – 0                                                                      | Lussemburgo                                                                | UEFA Nations League 2018-2019 - 1º turno                                   | -                                                                          | cap. 72’                                                                   |
| 15-10-2018                                                                 | Lussemburgo                                                                | Lussemburgo                                                                | 3 – 0                                                                      | San Marino                                                                 | UEFA Nations League 2018-2019 - 1º turno                                   | -                                                                          | cap. 69’                                                                   |
| 15-11-2018                                                                 | Lussemburgo                                                                | Lussemburgo                                                                | 0 – 2                                                                      | Bielorussia                                                                | UEFA Nations League 2018-2019 - 1º turno                                   | -                                                                          | cap.                                                                       |
| 18-11-2018                                                                 | Chișinău                                                                   | Moldavia                                                                   | 1 – 1                                                                      | Lussemburgo                                                                | UEFA Nations League 2018-2019 - 1º turno                                   | -                                                                          | cap.                                                                       |
| 22-3-2019                                                                  | Lussemburgo                                                                | Lussemburgo                                                                | 2 – 1                                                                      | Lituania                                                                   | Qual. Euro 2020                                                            | -                                                                          | cap.                                                                       |
| 25-3-2019                                                                  | Lussemburgo                                                                | Lussemburgo                                                                | 1 – 2                                                                      | Ucraina                                                                    | Qual. Euro 2020                                                            | -                                                                          | cap.                                                                       |
| 2-6-2019                                                                   | Lussemburgo                                                                | Lussemburgo                                                                | 3 – 3                                                                      | Madagascar                                                                 | Amichevole                                                                 | 1                                                                          | cap.                                                                       |
| 7-6-2019                                                                   | Vilnius                                                                    | Lituania                                                                   | 1 – 1                                                                      | Lussemburgo                                                                | Qual. Euro 2020                                                            | -                                                                          | cap.                                                                       |
| 10-6-2019                                                                  | Leopoli                                                                    | Ucraina                                                                    | 1 – 0                                                                      | Lussemburgo                                                                | Qual. Euro 2020                                                            | -                                                                          | cap.                                                                       |
| 5-9-2019                                                                   | Belfast                                                                    | Irlanda del Nord                                                           | 1 – 0                                                                      | Lussemburgo                                                                | Amichevole                                                                 | -                                                                          | cap.                                                                       |
| 10-9-2019                                                                  | Lussemburgo                                                                | Lussemburgo                                                                | 1 – 3                                                                      | Serbia                                                                     | Qual. Euro 2020                                                            | -                                                                          | cap.                                                                       |
| 11-10-2019                                                                 | Lisbona                                                                    | Portogallo                                                                 | 3 – 0                                                                      | Lussemburgo                                                                | Qual. Euro 2020                                                            | -                                                                          | cap.                                                                       |
| 15-10-2019                                                                 | Aalborg                                                                    | Danimarca                                                                  | 4 – 0                                                                      | Lussemburgo                                                                | Amichevole                                                                 | -                                                                          | cap.                                                                       |
| 14-11-2019                                                                 | Belgrado                                                                   | Serbia                                                                     | 3 – 2                                                                      | Lussemburgo                                                                | Qual. Euro 2020                                                            | -                                                                          | cap.                                                                       |
| 17-11-2019                                                                 | Lussemburgo                                                                | Lussemburgo                                                                | 0 – 2                                                                      | Portogallo                                                                 | Qual. Euro 2020                                                            | -                                                                          | cap.                                                                       |
| 5-9-2020                                                                   | Baku                                                                       | Azerbaigian                                                                | 1 – 2                                                                      | Lussemburgo                                                                | UEFA Nations League 2020-2021 - 1º turno                                   | -                                                                          | cap.                                                                       |
| 8-9-2020                                                                   | Lussemburgo                                                                | Lussemburgo                                                                | 0 – 1                                                                      | Montenegro                                                                 | UEFA Nations League 2020-2021 - 1º turno                                   | -                                                                          | cap. 36’                                                                   |
| 7-10-2020                                                                  | Lussemburgo                                                                | Lussemburgo                                                                | 1 – 2                                                                      | Liechtenstein                                                              | Amichevole                                                                 | -                                                                          | cap.                                                                       |
| 10-10-2020                                                                 | Lussemburgo                                                                | Lussemburgo                                                                | 2 – 0                                                                      | Cipro                                                                      | UEFA Nations League 2020-2021 - 1º turno                                   | -                                                                          | cap.                                                                       |
| 13-10-2020                                                                 | Podgorica                                                                  | Montenegro                                                                 | 1 – 2                                                                      | Lussemburgo                                                                | UEFA Nations League 2020-2021 - 1º turno                                   | -                                                                          | cap.                                                                       |
| 11-11-2020                                                                 | Lussemburgo                                                                | Lussemburgo                                                                | 0 – 3                                                                      | Austria                                                                    | Amichevole                                                                 | -                                                                          | 46’                                                                        |
| 14-11-2020                                                                 | Strovolos                                                                  | Cipro                                                                      | 2 – 1                                                                      | Lussemburgo                                                                | UEFA Nations League 2020-2021 - 1º turno                                   | -                                                                          | cap.                                                                       |
| 17-11-2020                                                                 | Lussemburgo                                                                | Lussemburgo                                                                | 0 – 0                                                                      | Azerbaigian                                                                | UEFA Nations League 2020-2021 - 1º turno                                   | -                                                                          | cap.                                                                       |
| 24-3-2021                                                                  | Debrecen                                                                   | Qatar                                                                      | 1 – 0                                                                      | Lussemburgo                                                                | Amichevole                                                                 | -                                                                          | cap. 71’                                                                   |
| 27-3-2021                                                                  | Dublino                                                                    | Irlanda                                                                    | 0 – 1                                                                      | Lussemburgo                                                                | Qual. Mondiali 2022                                                        | -                                                                          | cap. 58’                                                                   |
| 30-3-2021                                                                  | Lussemburgo                                                                | Lussemburgo                                                                | 1 – 3                                                                      | Portogallo                                                                 | Qual. Mondiali 2022                                                        | -                                                                          | cap.                                                                       |
| 2-6-2021                                                                   | Malaga                                                                     | Norvegia                                                                   | 1 – 0                                                                      | Lussemburgo                                                                | Amichevole                                                                 | -                                                                          | cap. 11’                                                                   |
| 6-6-2021                                                                   | Lussemburgo                                                                | Lussemburgo                                                                | 0 – 1                                                                      | Scozia                                                                     | Amichevole                                                                 | -                                                                          | cap.                                                                       |
| 1-9-2021                                                                   | Lussemburgo                                                                | Lussemburgo                                                                | 2 – 1                                                                      | Azerbaigian                                                                | Qual. Mondiali 2022                                                        | -                                                                          | cap.                                                                       |
| 4-9-2021                                                                   | Belgrado                                                                   | Serbia                                                                     | 4 – 1                                                                      | Lussemburgo                                                                | Qual. Mondiali 2022                                                        | -                                                                          | cap.                                                                       |
| 7-9-2021                                                                   | Lussemburgo                                                                | Lussemburgo                                                                | 1 – 1                                                                      | Qatar                                                                      | Amichevole                                                                 | -                                                                          | cap.                                                                       |
| 9-10-2021                                                                  | Lussemburgo                                                                | Lussemburgo                                                                | 0 – 1                                                                      | Serbia                                                                     | Qual. Mondiali 2022                                                        | -                                                                          | cap.                                                                       |
| 12-10-2021                                                                 | Faro                                                                       | Portogallo                                                                 | 5 – 0                                                                      | Lussemburgo                                                                | Qual. Mondiali 2022                                                        | -                                                                          | Cap.                                                                       |
| 11-11-2021                                                                 | Baku                                                                       | Azerbaigian                                                                | 1 – 3                                                                      | Lussemburgo                                                                | Qual. Mondiali 2022                                                        | -                                                                          | Cap. 72’                                                                   |
| 14-11-2021                                                                 | Lussemburgo                                                                | Lussemburgo                                                                | 0 – 3                                                                      | Irlanda                                                                    | Qual. Mondiali 2022                                                        | -                                                                          | Cap.                                                                       |
| 25-3-2022                                                                  | Lussemburgo                                                                | Lussemburgo                                                                | 1 – 3                                                                      | Irlanda del Nord                                                           | Amichevole                                                                 | -                                                                          | Cap.                                                                       |
| 29-3-2022                                                                  | Zenica                                                                     | Bosnia ed Erzegovina                                                       | 1 – 0                                                                      | Lussemburgo                                                                | Amichevole                                                                 | -                                                                          | 17’                                                                        |
| 22-9-2022                                                                  | Istanbul                                                                   | Turchia                                                                    | 3 – 3                                                                      | Lussemburgo                                                                | UEFA Nations League 2022-2023 - 1º turno                                   | -                                                                          | Cap.                                                                       |
| 25-9-2022                                                                  | Lussemburgo                                                                | Lussemburgo                                                                | 1 – 0                                                                      | Lituania                                                                   | UEFA Nations League 2022-2023 - 1º turno                                   | -                                                                          | Cap.                                                                       |
| 17-11-2022                                                                 | Lussemburgo                                                                | Lussemburgo                                                                | 2 – 2                                                                      | Ungheria                                                                   | Amichevole                                                                 | -                                                                          | Cap.                                                                       |
| 20-11-2022                                                                 | Lussemburgo                                                                | Lussemburgo                                                                | 0 – 0                                                                      | Bulgaria                                                                   | Amichevole                                                                 | -                                                                          | Cap.                                                                       |
| 23-3-2023                                                                  | Trnava                                                                     | Slovacchia                                                                 | 0 – 0                                                                      | Lussemburgo                                                                | Qual. Euro 2024                                                            | -                                                                          | 63’ 90+4’                                                                  |
| 26-3-2023                                                                  | Lussemburgo                                                                | Lussemburgo                                                                | 0 – 6                                                                      | Portogallo                                                                 | Qual. Euro 2024                                                            | -                                                                          | Cap.                                                                       |
| 9-6-2023                                                                   | Lussemburgo                                                                | Lussemburgo                                                                | 0 – 1                                                                      | Malta                                                                      | Amichevole                                                                 | -                                                                          | Cap.                                                                       |
| 17-6-2023                                                                  | Lussemburgo                                                                | Lussemburgo                                                                | 2 – 0                                                                      | Liechtenstein                                                              | Qual. Euro 2024                                                            | -                                                                          | Cap. 46’                                                                   |
| 20-6-2023                                                                  | Zenica                                                                     | Bosnia ed Erzegovina                                                       | 0 – 2                                                                      | Lussemburgo                                                                | Qual. Euro 2024                                                            | -                                                                          | Cap.                                                                       |
| 8-9-2023                                                                   | Lussemburgo                                                                | Lussemburgo                                                                | 3 – 1                                                                      | Islanda                                                                    | Qual. Euro 2024                                                            | -                                                                          | 64’                                                                        |
| 11-9-2023                                                                  | Faro                                                                       | Portogallo                                                                 | 9 – 0                                                                      | Lussemburgo                                                                | Qual. Euro 2024                                                            | -                                                                          | Cap.                                                                       |
| 13-10-2023                                                                 | Reykjavík                                                                  | Islanda                                                                    | 1 – 1                                                                      | Lussemburgo                                                                | Qual. Euro 2024                                                            | -                                                                          | 46’                                                                        |
| 16-10-2023                                                                 | Lussemburgo                                                                | Lussemburgo                                                                | 0 – 1                                                                      | Slovacchia                                                                 | Qual. Euro 2024                                                            | -                                                                          | Cap. 27’ 88’                                                               |
| 19-11-2023                                                                 | Vaduz                                                                      | Liechtenstein                                                              | 0 – 1                                                                      | Lussemburgo                                                                | Qual. Euro 2024                                                            | -                                                                          | Cap. 90’                                                                   |
| 21-3-2024                                                                  | Tbilisi                                                                    | Georgia                                                                    | 2 – 0                                                                      | Lussemburgo                                                                | Qual. Euro 2024                                                            | -                                                                          | Cap.                                                                       |
| 26-3-2024                                                                  | Lussemburgo                                                                | Lussemburgo                                                                | 2 – 1                                                                      | Kazakistan                                                                 | Amichevole                                                                 | -                                                                          | Cap.                                                                       |
| 5-6-2024                                                                   | Metz                                                                       | Francia                                                                    | 3 – 0                                                                      | Lussemburgo                                                                | Amichevole                                                                 | -                                                                          | Cap.                                                                       |
| 8-6-2024                                                                   | Bruxelles                                                                  | Belgio                                                                     | 3 – 0                                                                      | Lussemburgo                                                                | Amichevole                                                                 | -                                                                          | Cap. 78’                                                                   |
| 5-9-2024                                                                   | Belfast                                                                    | Irlanda del Nord                                                           | 2 – 0                                                                      | Lussemburgo                                                                | UEFA Nations League 2024-2025 - 1º turno                                   | -                                                                          | Cap. 73’                                                                   |
| 8-9-2024                                                                   | Lussemburgo                                                                | Lussemburgo                                                                | 0 – 1                                                                      | Bielorussia                                                                | UEFA Nations League 2024-2025 - 1º turno                                   | -                                                                          | Cap. 46’                                                                   |
| 12-10-2024                                                                 | Plovdiv                                                                    | Bulgaria                                                                   | 0 – 0                                                                      | Lussemburgo                                                                | UEFA Nations League 2024-2025 - 1º turno                                   | -                                                                          | Cap.                                                                       |
| 15-10-2024                                                                 | Zalaegerszeg                                                               | Bielorussia                                                                | 1 – 1                                                                      | Lussemburgo                                                                | UEFA Nations League 2024-2025 - 1º turno                                   | -                                                                          | Cap.                                                                       |
| 15-11-2024                                                                 | Lussemburgo                                                                | Lussemburgo                                                                | 0 – 1                                                                      | Bulgaria                                                                   | UEFA Nations League 2024-2025 - 1º turno                                   | -                                                                          | Cap. 61’                                                                   |
| 18-11-2024                                                                 | Lussemburgo                                                                | Lussemburgo                                                                | 2 – 2                                                                      | Irlanda del Nord                                                           | UEFA Nations League 2024-2025 - 1º turno                                   | -                                                                          | Cap.                                                                       |
| 22-3-2025                                                                  | Lussemburgo                                                                | Lussemburgo                                                                | 1 – 0                                                                      | Svezia                                                                     | Amichevole                                                                 | -                                                                          | Cap. 31’ 60’                                                               |
| 25-3-2025                                                                  | San Gallo                                                                  | Svizzera                                                                   | 3 – 1                                                                      | Lussemburgo                                                                | Amichevole                                                                 | -                                                                          | Cap. 46’                                                                   |
| 6-6-2025                                                                   | Lussemburgo                                                                | Lussemburgo                                                                | 0 – 1                                                                      | Slovenia                                                                   | Amichevole                                                                 | -                                                                          | cap.                                                                       |
| 10-6-2025                                                                  | Lussemburgo                                                                | Lussemburgo                                                                | 0 – 0                                                                      | Irlanda                                                                    | Amichevole                                                                 | -                                                                          | Cap. 62’                                                                   |
| Totale                                                                     |                                                                            | Presenze (1º posto)                                                        | 114                                                                        |                                                                            | Reti                                                                       | 1                                                                          |                                                                            |

## Palmarès

### Club

#### Competizioni nazionali
- Campionato lussemburghese: 2

Fola Esch: 2012-2013, 2014-2015
- Ligue 2: 1

Metz: 2018-2019

### Individuale
- Calciatore dell'anno (Lussemburgo): 1

2015